# Triumfetta galeottiana
Triumfetta galeottiana là một loài thực vật có hoa trong họ Cẩm quỳ. Loài này được Turcz. miêu tả khoa học đầu tiên năm 1859.